# Barrio Cívico de Concepción

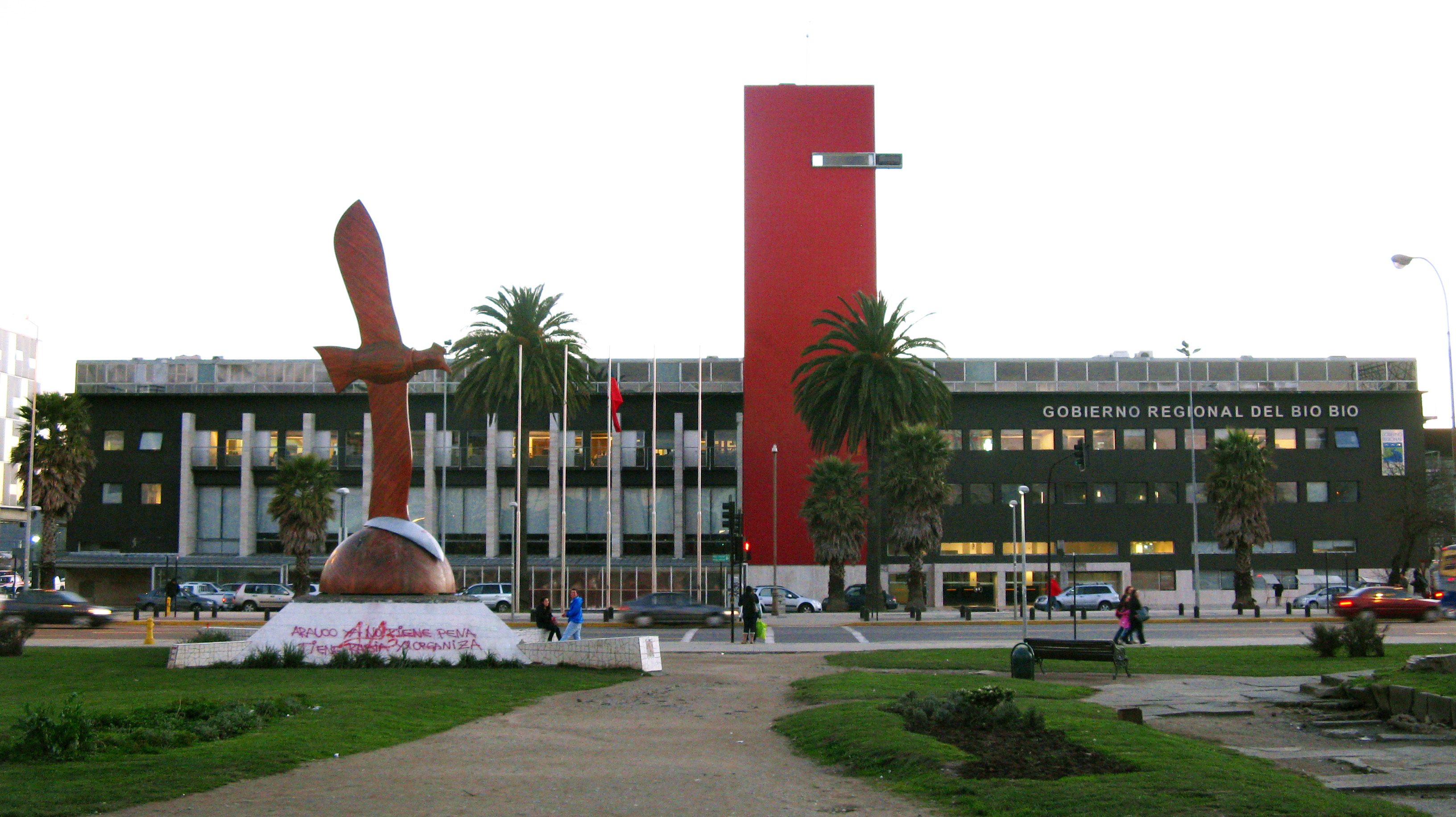
Edificio del GoRe Biobío en julio de 2012, emplazado en la antigua Estación Central de Concepción. Fotografía tomada desde la Plaza España en el Barrio Estación, del otro lado de la Avenida Arturo Prat.

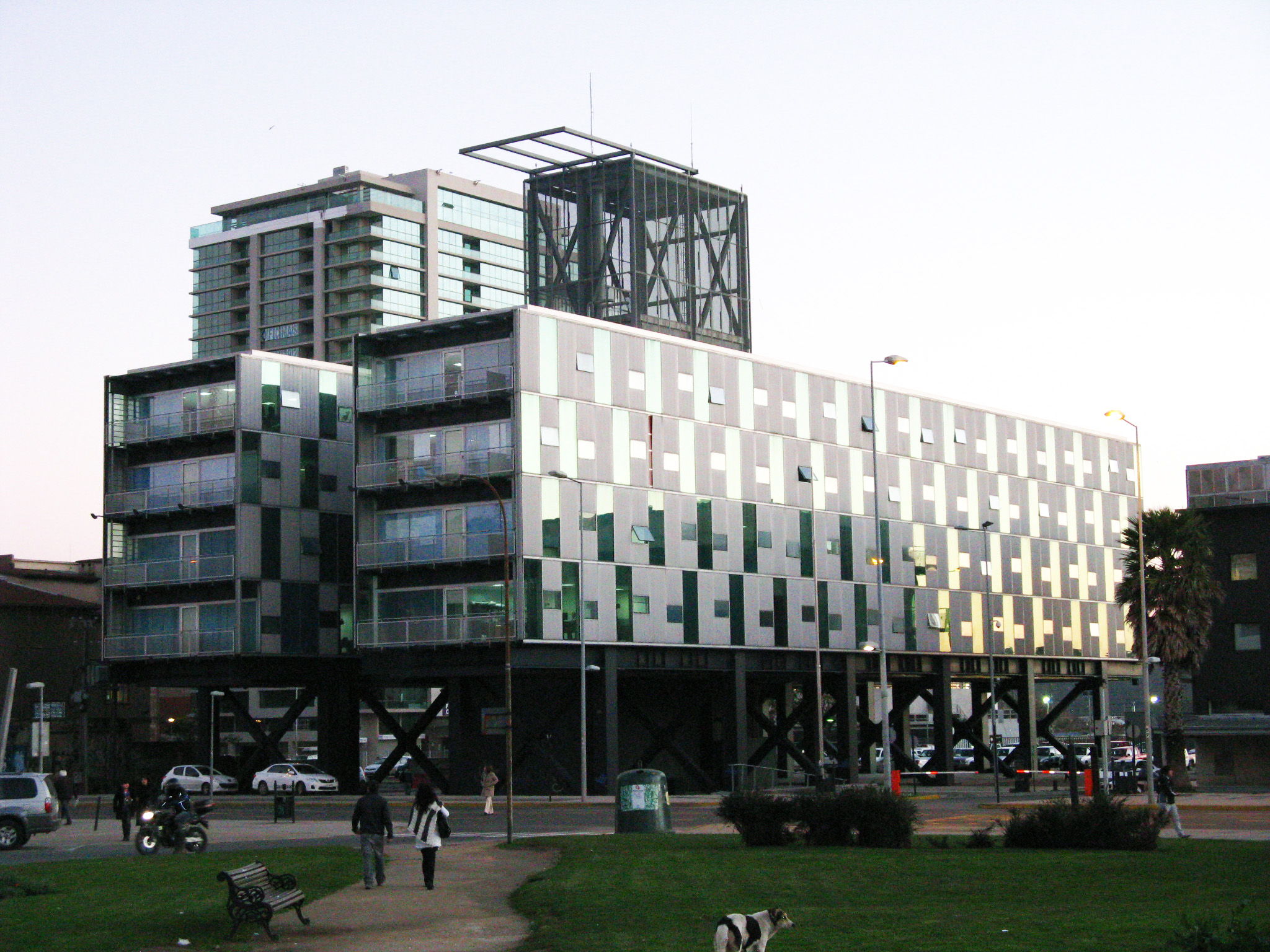
Edificio del MOP en julio de 2012, visto desde la Plaza España.

El Barrio Cívico de Concepción es un barrio de la ciudad chilena de Concepción, capital de la Provincia de Concepción, Región del Biobío. En él se ubica la sede del Gobierno Regional del Biobío (GoRe Biobío), el Consejo Regional del Biobío (CoRe Biobío) y la Intendencia de la Región del Biobío y de servicios públicos, concentrados en 7.186 metros cuadrados.
En las dependencias del GoRe se ubica el destacado mural Historia de Concepción, pintado entre 1942 y 1945 por el artista chileno Gregorio de la Fuente.

## Historia
En 1994 se presentó el Plan de Recuperación de la Ribera Norte del Biobío, que buscaba acercar la ciudad al río. Dentro de la creación de polos de atracción estaba contemplado recuperar el edificio de la Antigua Estación Central de la ciudad.
En 2000, se desplazó la vía férrea 120 m hacía el río, y se construyó una estación provisoria para la operación del servicio ferroviario de la época: el Biotrén y trenes locales. Ese mismo año se realizó el concurso nacional de arquitectura, mediante el cual se adjudicó el proyecto al equipo formado por los arquitectos Smiljan Radic Clarke, Eduardo Castillo Ramírez y Ricardo Serpell Carriquiry. 
En 2002, se terminaron los servicios ferroviarios de la antigua estación y en 2004 fue entregado el edificio y los terrenos aledaños para comenzar con la construcción del Barrio Cívico. El primer edificio del barrio cívico se comenzó a construir para ser la sede de la Secretaría Regional Ministerial de Obras Públicas. 
En 2005 se hicieron estudios del antiguo edificio estación y se inició la remodelación de este, construcción más emblemática de este sector y que pasará a ser el centro del barrio.
El costo de construcción del Barrio Cívico se estima en 4800 millones de pesos chilenos.
El proyecto se encuentra enmarcado como Proyecto del Bicentenario de Chile.

## Servicios
Alrededor de la antigua la estación de ferrocarriles se encontrarán cuatro edificios que albergarán a la mayoría de los servicios públicos, como las Secretarías Regionales Ministeriales de Chile. En el edificio central de la antigua estación se encontrará la Intendencia y la Gobernación Regional.
Frente a los edificios del barrio cívico se construirá una explanada para la manifestación pública y la realización de distintos actos cívicos, además de espacios abiertos con vegetación y obras de arte que integrarán el paisaje cultural de la ciudad.